# Single numer jeden w roku 1969 (Japonia)
Notowanie Weekly Singles Chart (jap. 週間シングルチャート Shūkan Shinguru Chāto) przedstawia najlepiej sprzedające się single w Japonii. Publikowane jest ono przez magazyn Oricon Style, a dane kompletowane są przez Oricon w oparciu o cotygodniowe wyniki sprzedaży fizycznej singli. Poniżej znajdują się tabele prezentujące najpopularniejsze single w danych tygodniach w roku 1969.

## Oricon Weekly Singles Chart
| Data            | Utwór                                                 | Wykonawca       | Źródło |
| --------------- | ----------------------------------------------------- | --------------- | ------ |
| 6 stycznia      | „Koi no kisetsu” (jap. 恋の季節)                      | Pinky & Killers | [ 1 ]  |
| 13 stycznia     | „Koi no kisetsu” (jap. 恋の季節)                      | Pinky & Killers | [ 2 ]  |
| 20 stycznia     | „Koi no kisetsu” (jap. 恋の季節)                      | Pinky & Killers | [ 3 ]  |
| 27 stycznia     | „Kanashiki tenshi” (jap. 悲しき天使)                  | Mary Hopkin     | [ 4 ]  |
| 3 lutego        | „Koi no kisetsu”                                      | Pinky & Killers | [ 5 ]  |
| 10 lutego       | „Blue Light Yokohama” (jap. ブルー・ライト・ヨコハマ) | Ayumi Ishida    | [ 6 ]  |
| 17 lutego       | „Blue Light Yokohama” (jap. ブルー・ライト・ヨコハマ) | Ayumi Ishida    | [ 7 ]  |
| 24 lutego       | „Blue Light Yokohama” (jap. ブルー・ライト・ヨコハマ) | Ayumi Ishida    | [ 8 ]  |
| 3 marca         | „Blue Light Yokohama” (jap. ブルー・ライト・ヨコハマ) | Ayumi Ishida    | [ 9 ]  |
| 10 marca        | „Blue Light Yokohama” (jap. ブルー・ライト・ヨコハマ) | Ayumi Ishida    | [ 10 ] |
| 17 marca        | „Blue Light Yokohama” (jap. ブルー・ライト・ヨコハマ) | Ayumi Ishida    | [ 11 ] |
| 24 marca        | „Blue Light Yokohama” (jap. ブルー・ライト・ヨコハマ) | Ayumi Ishida    | [ 12 ] |
| 31 marca        | „Blue Light Yokohama” (jap. ブルー・ライト・ヨコハマ) | Ayumi Ishida    | [ 13 ] |
| 7 kwietnia      | „Blue Light Yokohama” (jap. ブルー・ライト・ヨコハマ) | Ayumi Ishida    | [ 14 ] |
| 14 kwietnia     | „Yoake no Scat” (jap. 夜明けのスキャット)             | Saori Yuki      | [ 15 ] |
| 21 kwietnia     | „Yoake no Scat” (jap. 夜明けのスキャット)             | Saori Yuki      | [ 16 ] |
| 28 kwietnia     | „Yoake no Scat” (jap. 夜明けのスキャット)             | Saori Yuki      | [ 17 ] |
| 5 maja          | „Yoake no Scat” (jap. 夜明けのスキャット)             | Saori Yuki      | [ 18 ] |
| 12 maja         | „Yoake no Scat” (jap. 夜明けのスキャット)             | Saori Yuki      | [ 19 ] |
| 19 maja         | „Yoake no Scat” (jap. 夜明けのスキャット)             | Saori Yuki      | [ 20 ] |
| 26 maja         | „Yoake no Scat” (jap. 夜明けのスキャット)             | Saori Yuki      | [ 21 ] |
| 2 czerwca       | „Yoake no Scat” (jap. 夜明けのスキャット)             | Saori Yuki      | [ 22 ] |
| 9 czerwca       | „Minatomachi Blues” (jap. 港町ブルース)               | Shin'ichi Mori  | [ 23 ] |
| 16 czerwca      | „Minatomachi Blues” (jap. 港町ブルース)               | Shin'ichi Mori  | [ 24 ] |
| 23 czerwca      | „Minatomachi Blues” (jap. 港町ブルース)               | Shin'ichi Mori  | [ 25 ] |
| 30 czerwca      | „Minatomachi Blues” (jap. 港町ブルース)               | Shin'ichi Mori  | [ 26 ] |
| 7 lipca         | „Minatomachi Blues” (jap. 港町ブルース)               | Shin'ichi Mori  | [ 27 ] |
| 14 lipca        | „Kinjirareta koi” (jap. 禁じられた恋)                 | Ryōko Moriyama  | [ 28 ] |
| 21 lipca        | „Kinjirareta koi” (jap. 禁じられた恋)                 | Ryōko Moriyama  | [ 29 ] |
| 28 lipca        | „Kinjirareta koi” (jap. 禁じられた恋)                 | Ryōko Moriyama  | [ 30 ] |
| 4 sierpnia      | „Kinjirareta koi” (jap. 禁じられた恋)                 | Ryōko Moriyama  | [ 31 ] |
| 11 sierpnia     | „Kinjirareta koi” (jap. 禁じられた恋)                 | Ryōko Moriyama  | [ 32 ] |
| 18 sierpnia     | „Kinjirareta koi” (jap. 禁じられた恋)                 | Ryōko Moriyama  | [ 33 ] |
| 25 sierpnia     | „Kinjirareta koi” (jap. 禁じられた恋)                 | Ryōko Moriyama  | [ 34 ] |
| 1 września      | „Kinjirareta koi” (jap. 禁じられた恋)                 | Ryōko Moriyama  | [ 35 ] |
| 8 września      | „Ikebukuro no yoru” (jap. 池袋の夜)                   | Mina Aoe        | [ 36 ] |
| 15 września     | „Ikebukuro no yoru” (jap. 池袋の夜)                   | Mina Aoe        | [ 37 ] |
| 22 września     | „Ikebukuro no yoru” (jap. 池袋の夜)                   | Mina Aoe        | [ 38 ] |
| 29 września     | „Ikebukuro no yoru” (jap. 池袋の夜)                   | Mina Aoe        | [ 39 ] |
| 6 października  | „Ikebukuro no yoru” (jap. 池袋の夜)                   | Mina Aoe        | [ 40 ] |
| 13 października | „Ikebukuro no yoru” (jap. 池袋の夜)                   | Mina Aoe        | [ 41 ] |
| 20 października | „Ningyō no ie” (jap. 人形の家)                        | Mieko Hirota    | [ 42 ] |
| 27 października | „Ningyō no ie” (jap. 人形の家)                        | Mieko Hirota    | [ 43 ] |
| 3 listopada     | „Ningyō no ie” (jap. 人形の家)                        | Mieko Hirota    | [ 44 ] |
| 10 listopada    | „Kuroneko no Tango” (jap. 黒ネコのタンゴ)             | Osamu Minagawa  | [ 45 ] |
| 17 listopada    | „Kuroneko no Tango” (jap. 黒ネコのタンゴ)             | Osamu Minagawa  | [ 46 ] |
| 24 listopada    | „Kuroneko no Tango” (jap. 黒ネコのタンゴ)             | Osamu Minagawa  | [ 47 ] |
| 1 grudnia       | „Kuroneko no Tango” (jap. 黒ネコのタンゴ)             | Osamu Minagawa  | [ 48 ] |
| 8 grudnia       | „Kuroneko no Tango” (jap. 黒ネコのタンゴ)             | Osamu Minagawa  | [ 49 ] |
| 15 grudnia      | „Kuroneko no Tango” (jap. 黒ネコのタンゴ)             | Osamu Minagawa  | [ 50 ] |
| 22 grudnia      | „Kuroneko no Tango” (jap. 黒ネコのタンゴ)             | Osamu Minagawa  | [ 51 ] |
| 29 grudnia      | „Kuroneko no Tango” (jap. 黒ネコのタンゴ)             | Osamu Minagawa  | [ 52 ] |